# Rony Heirman
Rony Heirman  (Lokeren, 25 mei 1936 - Sint-Martens Latem 26 september 2013) was een Belgisch fotograaf.
Rony Heirman was meer dan vijftig jaar lang de fotograafreporter van het Vlaamse kunstleven en portretteerde talloze merkwaardige persoonlijkheden uit de nationale en internationale artistieke, politiek-maatschappelijke en culturele wereld. Heirman werd daarmee de chroniqueur van een artistieke generatie. Hij portretteerde onder meer Hugo Claus, Jan Hoet, Salvatore Adamo, Christo, Eddy Merckx, Keith Haring, Georgette Magritte, Roger Raveel, Karel Appel, Octave Landuyt, Louis Paul Boon, Pierre Cardin, de koninklijke familie, Raoul De Keyser, Guy Verhofstadt, Tom Lanoye, Jean Tinguely...
Zijn foto's zijn boeiend en aantrekkelijk, meer nog dan de accuratesse, de technische graad van volmaaktheid van het product, is het vooral de menselijke geladenheid en warmte die zijn portretten typeren.
Heirman studeerde Plastische Opvoeding aan de Rijksnormaalschool Gent en was docent Fotografie aan de Hogeschool Sint-Lukas Brussel. Tijdens zijn studieperiode leerde hij Jan Hoet kennen en bleef er een leven lang mee bevriend. In de jaren '60 maakten ze als duo stripverhalen voor o.a. de Vooruit, De Ronsenaar, Zonneland en Zonnekind. Een daarvan, het stripverhaal Professor Peeh en de Voesjesmannen, werd door de uitgeverij Oogachtend uitgegeven.

## Publicaties
- Ontmoetingen, 2010, Lannoo
- Jan Hoet, LXV, 2001, Ludion[dode link]
- Kunstenaarsportretten, 2002, MUSEUM VAN DEINZE EN DE LEIESTREEK
- Uit de kunst, 1987

- Gemeinsame Normdatei: 128422173
- Library of Congress Control Number: n88181704
- Nederlandse Thesaurus van Auteursnamen: 073496723
- PIC: 293399
- RKD-Nederlands Instituut voor Kunstgeschiedenis: 37167
- Union List of Artist Names: 500652725
- Virtual International Authority File: 279411457
- WorldCat: E39PBJwdhHMtJMFR8TR4khQjG3